# Lasha Salukvadze
Lasha Salukvadze (in georgiano ლაშა სალუქვაძე?; 21 dicembre 1981) è un ex calciatore georgiano, difensore.

## Carriera
Nel 2005 si trasferì al Rubin.

## Nazionale
Con la nazionale georgiana giocò 7 partite di qualificazione a UEFA Euro 2008.

## Palmarès

### Club

#### Competizioni nazionali
- Campionato russo: 2

Rubin Kazan': 2008, 2009
- Supercoppa di Russia: 1

Rubin Kazan': 2010

#### Competizioni internazionali
- Coppa dei Campioni della CSI: 1

Rubin Kazan': 2010